# IC 2991
IC 2991 ist eine Spiralgalaxie vom Hubble-Typ Sbc im Sternbild Jungfrau nördlich der Ekliptik. Sie ist schätzungsweise 442 Millionen Lichtjahre von der Milchstraße entfernt.
Das Objekt am 7. Mai 1904 von Royal Harwood Frost entdeckt.